# Geschiedenis van de auto (1931-1948)
Het vooroorlogse tijdperk uit de automobielgeschiedenis begint samen met de Grote Depressie in 1931 en eindigt met het herstel na de Tweede Wereldoorlog (gewoonlijk gedefinieerd als 1948). Na de Beurskrach van 1929 vindt een sterke consolidatie plaats in de automobielsector. Het aantal producenten wordt sterk gereduceerd. De periode wordt ook sterk gedomineerd door de Duitse dictator Adolf Hitler.

## Ontwikkeling

### Algemeen
In het vooroorlogse tijdperk komt de assemblage aan de lopende band algemeen in gebruik. De consolidatie ten gevolge van de economische wereldcrisis reduceert het aantal constructeurs, en dus het aantal uitgebrachte modellen, sterk. Verder vinden nieuwe technische ontwikkelingen steeds sneller hun weg naar alle automobielsegmenten, en zijn ze niet enkel voorbehouden voor de topklassen.

### Voorwielaandrijving
De belangrijkste technologieën die in automobielen gebruikt worden waren reeds uitgevonden en geïmplementeerd. Toch werden ze vaak opnieuw uitgevonden en daardoor aan iemand anders toegeschreven. Dat was bijvoorbeeld het geval met de voorwielaandrijving die André Citroën introduceerde op zijn Citroën Traction Avant in 1934. Voorwielaandrijving werd verschillende jaren eerder reeds toegepast door Alvis en Cord en gaat terug tot 1897 met de Gräf & Stift. De Traction Avant was wel de eerste succesvolle auto die met voorwielaandrijving was uitgerust.

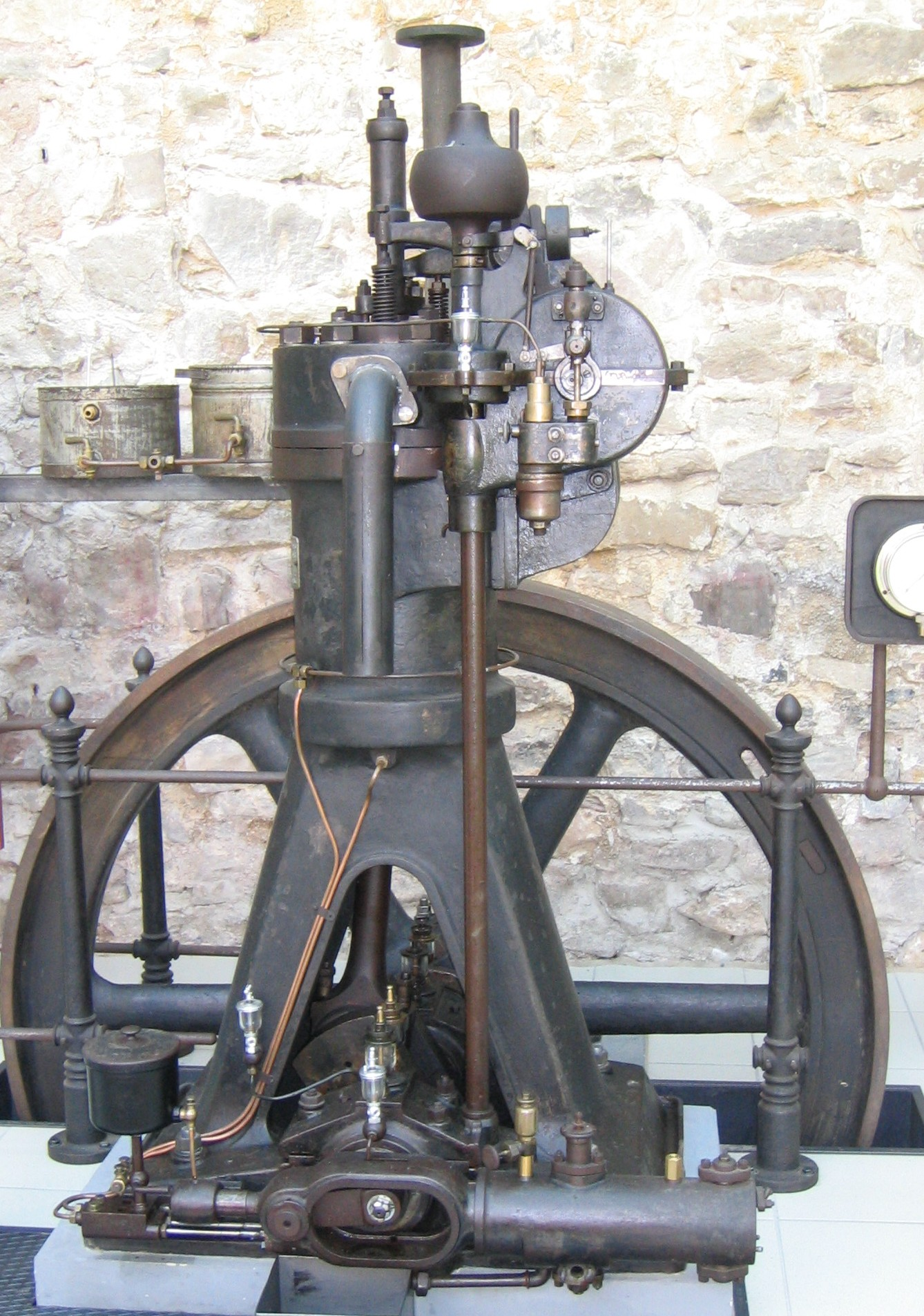
1e generatie 1-cilinder dieselmotor van MAN uit 1906.

### Dieselmotor
Een dieselmotor is een type verbrandingsmotor waarbij het brandstofmengsel ontbrandt door de hoge temperatuur en druk van samengeperste lucht. Deze motor is uitgevonden door Rudolf Diesel in 1892. Diesel had naar een motor gezocht die meer rendement leverde dan de 12% van een stoommachine, die daarmee behoorlijk inefficiënt was. Zijn eerste motor leverde reeds een rendement van 26% op de verbruikte brandstof. In februari 1897 was zijn eerste praktisch bruikbare dieselmotor af. De machine werkte met een rendement van 75% en draaide op pindaolie. In deze originele biodiesel zag Diesel de toekomst van zijn motor. De eerste toepassing van dit type motor in een productieautomobiel gebeurde in 1936 in de Mercedes-Benz 260D met motorcode OM636 en de Hanomag Rekord. Voorafgaand was de dieselmotor reeds sinds 1923 in vrachtwagens ingebouwd.

### Andere ontwikkelingen
Abram Neiman vond in 1934 het stuurslot uit; een systeem dat ervoor zorgt dat het stuurwiel niet gedraaid kan worden als de contactsleutel niet in het contact zit. In 1937 ontwikkelde bandenfabrikant B.F. Goodrich Company een autoband van synthetisch rubber op basis van de stof chemigum waar een octrooi voor was verkregen. De eerste die auto's uitrustte met airconditioning was Packard in 1940. In 1945 werd de cruisecontrol uitgevonden door Ralph Teetor, een blinde uitvinder. In 1946 werd de autotelefoon geïntroduceerd. In 1948 introduceerde Daimler de elektrische ruit. 

## Hitler

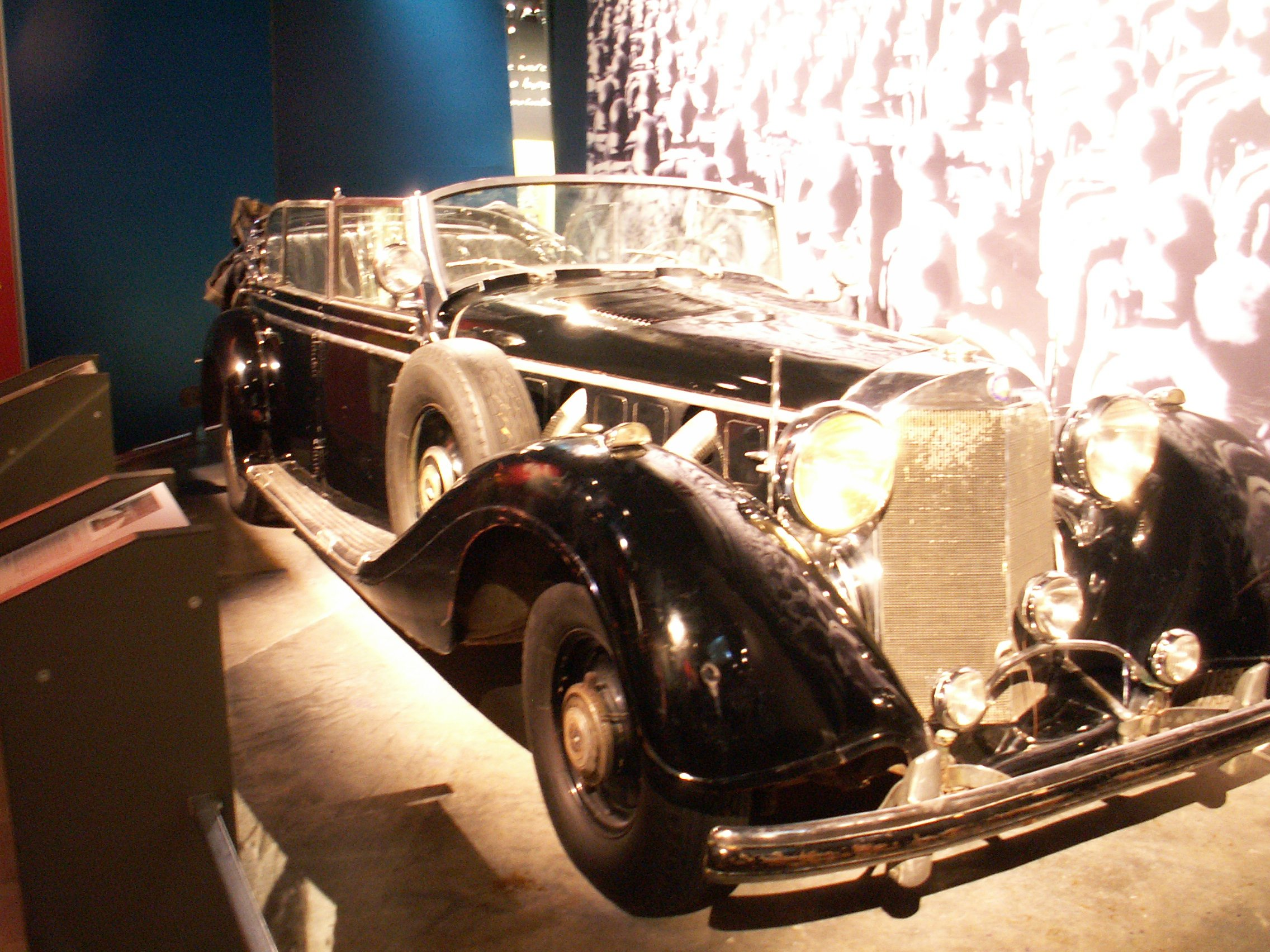
Mercedes-Benz 770-K van Adolf Hitler in het Canadian War Museum in Ottawa, Canada.

Het vooroorlogse tijdperk wordt sterk gedomineerd door Adolf Hitler, een verklaard aanhanger van het automobilisme. In 1935 opende hij de eerste echte Duitse autobahn tussen Frankfurt en Darmstadt. Het woord autobahn werd geïntroduceerd door hoogleraar Robert Otzen. Verder wilde hij een volksauto laten ontwikkelen. Ferdinand Porsche ontwierp daarop de KdF-Wagen die later resulteerde in de Volkswagen Kever. In 1937 rolde het model voor het eerst van de band. Hitler had enkele eisen voor de KdF-Wagen vooropgesteld. Zo mocht hij niet meer dan 1000 mark kosten, moest hij met 1 liter benzine minstens 10 kilometer kunnen rijden, moest hij 4 personen kunnen vervoeren en 100 km/u halen. In Duitsland kon men met zegels sparen voor deze auto, maar tegen de tijd dat mensen genoeg zegels hadden gespaard, kon de wagen niet meer geleverd worden door de oorlog.
Hitler zelf reed rond in een Mercedes-Benz 770-K. In 1941 had hij twee zulke wagens besteld. Vanwege het kogelwerende staal en glas wogen ze elk zo'n 5 ton.

## Tweede Wereldoorlog

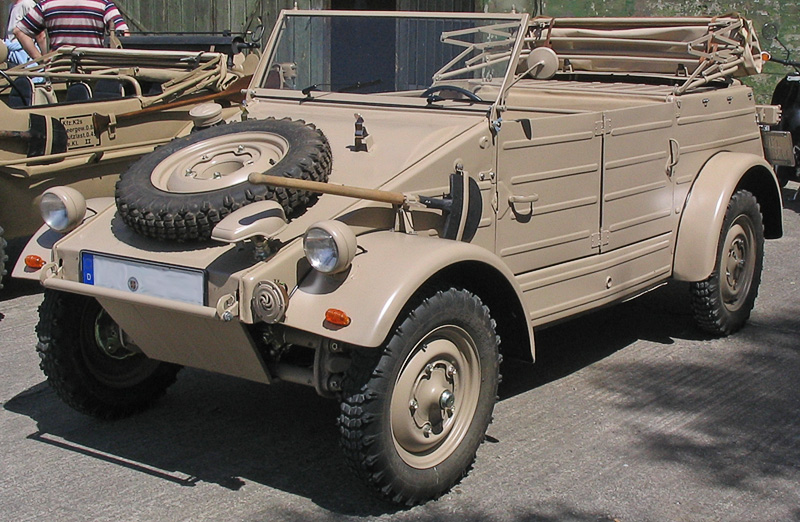
Volkswagen Kübelwagen uit de Tweede Wereldoorlog.

In de eerste helft van de jaren veertig stond de ontwikkeling van de auto in Europa en de Verenigde Staten grotendeels stil vanwege de Tweede Wereldoorlog. Na de oorlog werd de productie weer opgestart met modellen van voor de oorlog. Voorbeelden daarvan zijn de Citroën 2CV en de Volkswagen Kever. In de bezette gebieden is benzine schaars waardoor alternatieve energiebronnen als elektriciteit en gas weer meer aandacht kregen. Een voorbeeld is de Peugeot VLV.

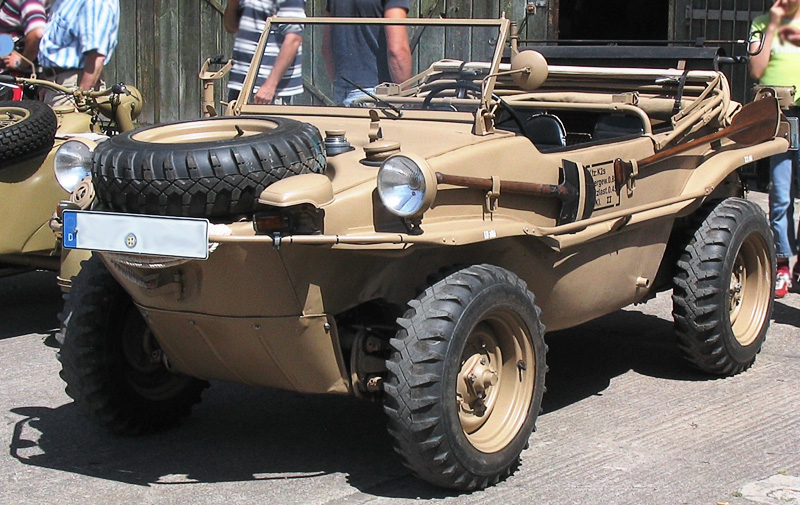
Volkswagen Schwimmwagen uit de Tweede Wereldoorlog.

Tijdens de oorlog zelf zijn gemotoriseerde voertuigen overal te vinden. Zowel op de grond als in de lucht en op het water. In de periode voor de oorlog ontstond de lichte terreinwagen. In Duitsland werd de Volkswagen Kübelwagen door Ferdinand Porsche afgeleid van de Volkswagen Kever. De Kübelwagen werd door het Derde Rijk in heel Europa ingezet. Uiteindelijk werden circa 55.000 exemplaren gebouwd. In 1941 werd de Volkswagen Schwimmwagen als opvolger afgeleid van deze Kübelwagen. Tot 1944 werden hier ruim 15.000 stuks van gebouwd. Dit voertuig had achteraan een schroef waarmee het kon varen.

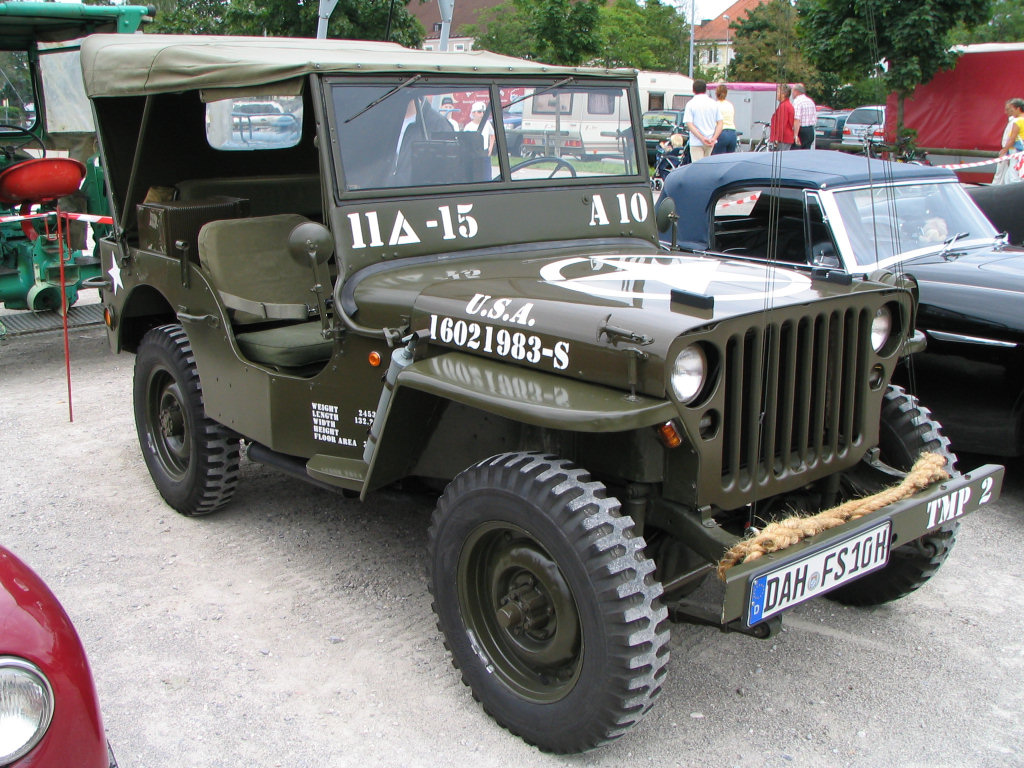
Jeep uit de 1945.

In de Verenigde Staten werd een aanbesteding uitgeschreven voor een lichte terreinwagen. Willys-Overland was een van de autoconstructeurs die een offerte indiende. Hun ontwerp was gebaseerd op een prototype van American Bantam. Het bedrijf haalde uiteindelijk het contract binnen en mocht de productie van wat zij de Willys MB noemde beginnen. Buiten het bedrijf raakte de auto bekend onder de naam Jeep. Aan het einde van de Tweede Wereldoorlog hadden zij 359.851 stuks afgeleverd. Naast Willys-Overland bouwden ook andere constructeurs, waaronder Ford Motor Company, hun versie van het model. Na de oorlog ging de Jeep verder in een civiele versie. De Wagon 4x4 uit 1948 is de voorouder van de Sport Utility Vehicle (SUV).

## Referenties

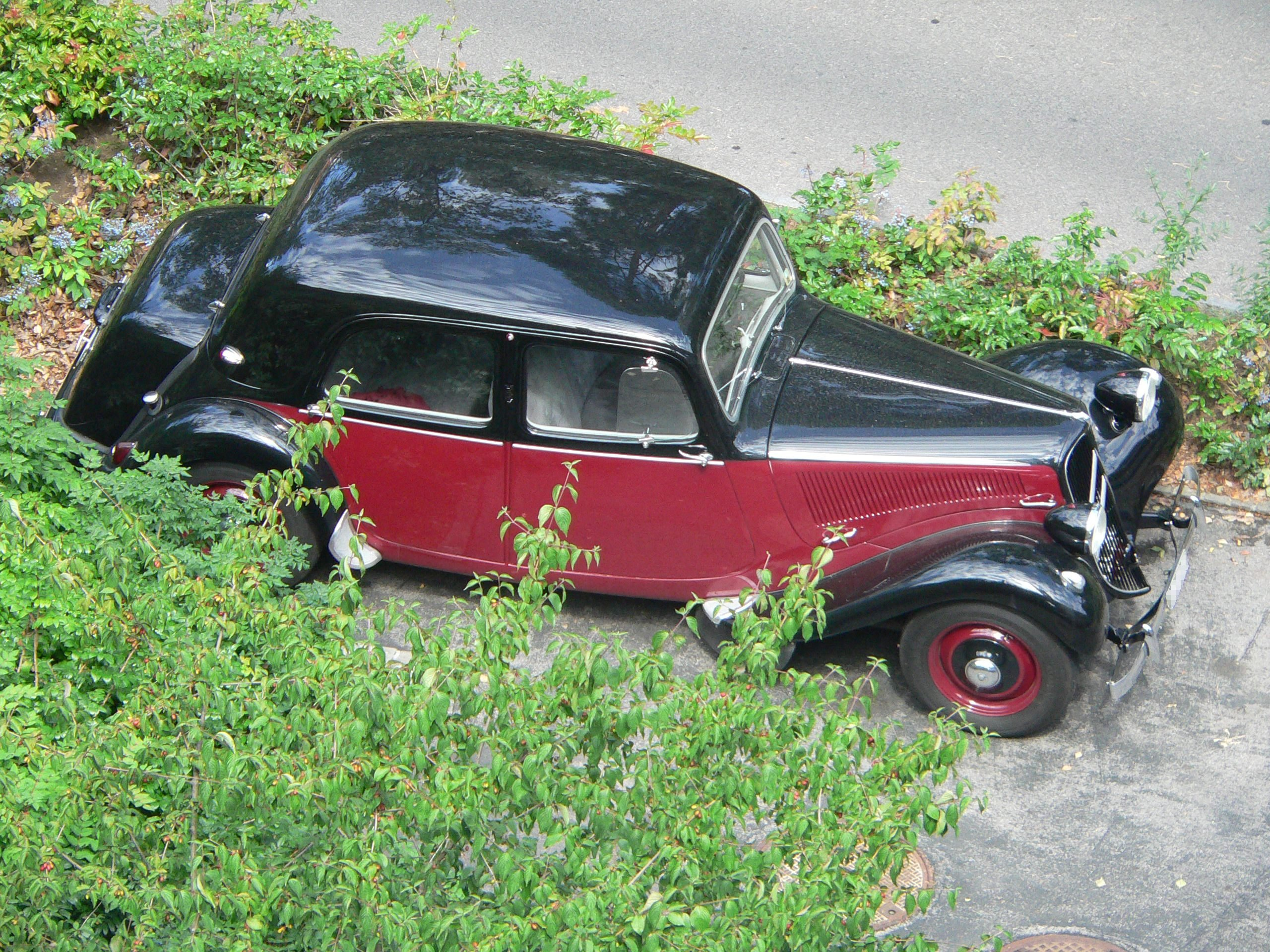
Citroën Traction Avant.

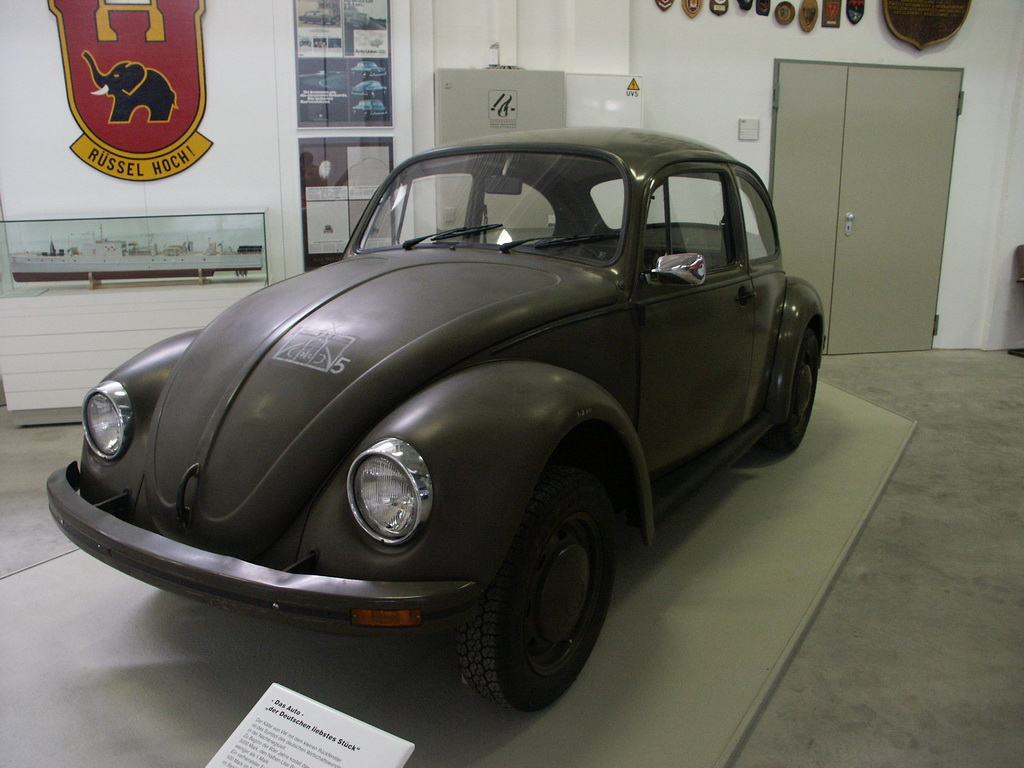
Volkswagen Kever.

## Autoproductie per jaar

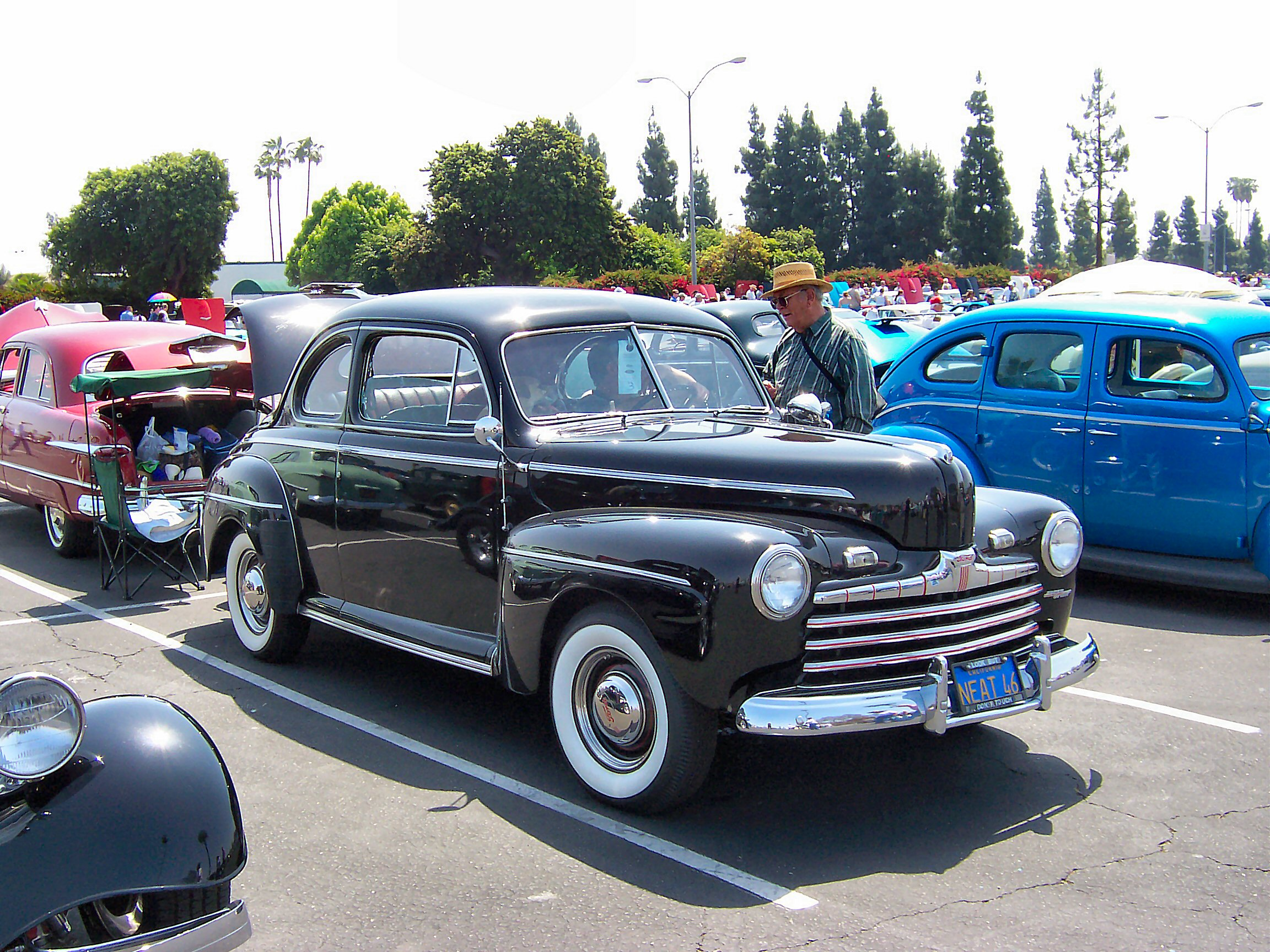
Ford coupe uit 1946.

Europa:
1931 · 1932 ·
1933 · 1934 ·
1935 · 1936 ·
1937 · 1938 ·
1939 · 1940 ·
1941 · 1945 ·
1946 · 1947 ·
1948
Amerika:
1931 · 1932 ·
1933 · 1934 ·
1935 · 1936 ·
1937 · 1938 ·
1939 · 1940 ·
1941 ·
1942 · 1945 ·
1946 · 1947 ·
1948
Azië:
1935 · 1947 ·
1948
Oceanië en Afrika:
1948